# كيم يي ليم
كيم يي ليم (هانغل: 김예림 ؛ من مواليد 23 يناير 2003) لاعبة تزلج على الجليد من كوريا الجنوبية، حائزة على الميدالية البرونزية في أربع قارات 2022، وبطلة جائزة إن أتش كي 2022، و ميدالية الفضية في سباق الجائزة الكبرى الفرنسية 2022 ، والبطولة الوطنية لكوريا الجنوبية 2021. كما فازت بحدثين في سلسلة التحدي ومثلت بلدها في دورة الألعاب الأولمبية الشتوية 2022.
في وقت سابق من حياتها المهنية فازت كيم بميداليتين فضيتين في سلسلة جائزة الاتحاد الدولي للتزلج الدولية للناشئين (سباق الجائزة الكبرى للناشئين في ليتوانيا 2018 ، سباق الجائزة الكبرى للناشئين في جمهورية التشيك 2018).

## روابط خارجية
- كيم يي ليم في الاتحاد الدولي للتزلج
- كيم يي ليم على إنستغرام (بالكورية)